# Збірна Індії з футболу
Збірна Індії з футболу — представляє Індію на міжнародних футбольних змаганнях. Контролюється Всеіндійською футбольною федерацією. Вона ніколи не потрапляла на чемпіонат світу та п'ять разів брала участь у Кубку Азії, де в 1964 році стала віце-чемпіонами. Збірна була створена в 1937 році і прийнята в ФІФА в 1948 році. 
Станом на 3 квітня 2025 посідає 127-e місце у рейтингу футбольних збірних світу.

## Чемпіонат світу
- З 1930 по 1938 — не брала участь
- 1950 — була запрошена[2], але відмовилась[3]
- 1954 — не була допущена ФІФА
- З 1958 по 1982 — не брала участь
- З 1986 по 2022 — не пройшла кваліфікацію

## Олімпійські ігри
- З 1908 по 1936 — не брала участь
- 1948 — перший раунд
- 1952 — попередній раунд
- 1956 — півфінал, 4-е місце
- 1960 — перший раунд
- З 1964 по 2024 — не пройшла кваліфікацію

## Кубок Азії

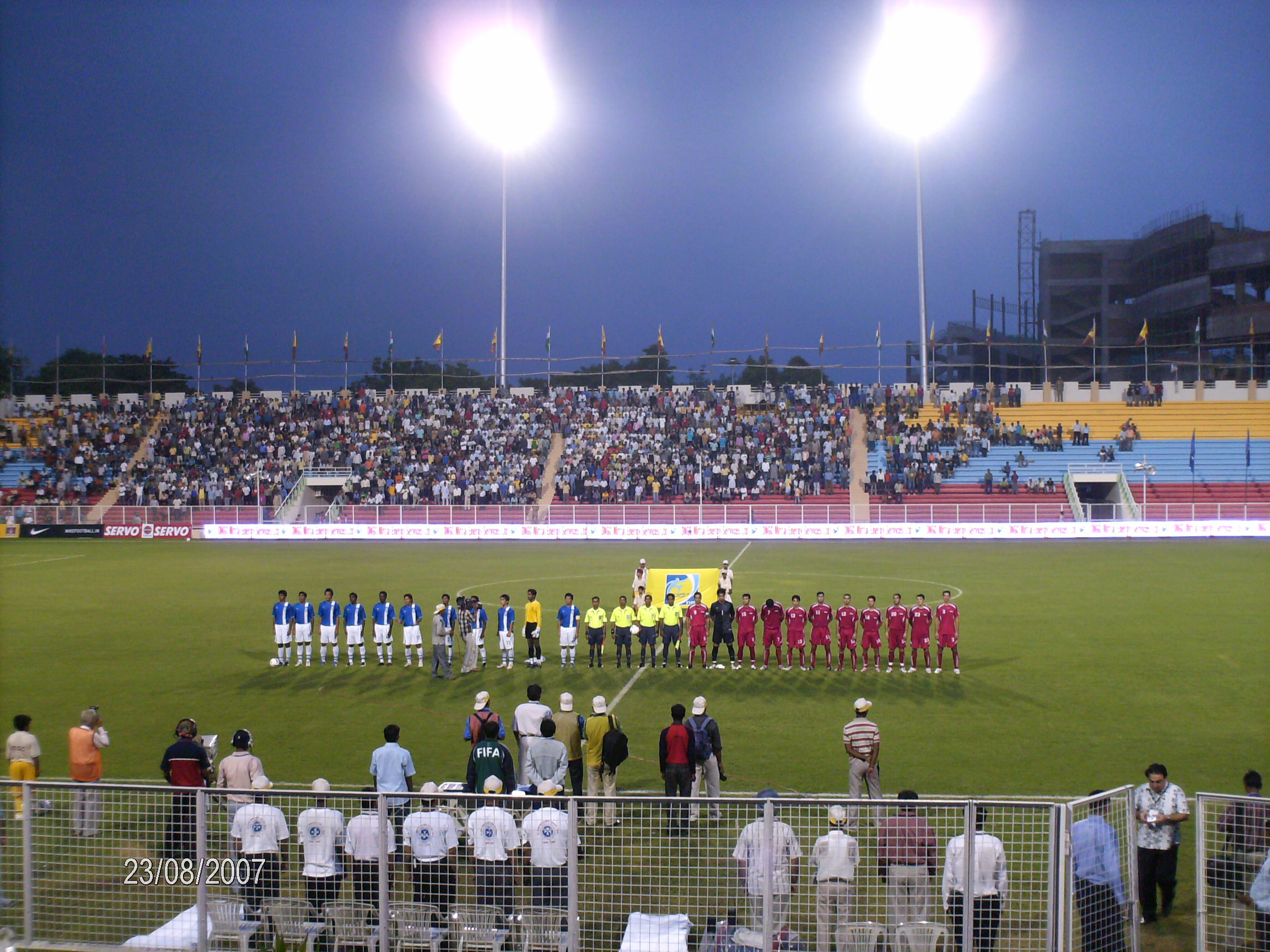
Перед матчем Індія — Сирія. Кубок Неру, фінал-2007.

- 1956 — не брала участь
- 1960 — не пройшла кваліфікацію
- 1964 — друге місце
- 1968 — не брала участь
- З 1972 по 1980 — не пройшла кваліфікацію
- 1984 — груповий етап
- 1988 по 2007 — не пройшла кваліфікацію
- 2011 — груповий етап
- 2015 — не пройшла кваліфікацію
- 2019 — груповий етап
- 2023 — груповий етап